# Zabijanie na śniadanie
Zabijanie na śniadanie – amerykańska komedia sensacyjna z 1997 roku.

## Główne role
- John Cusack - Martin Q. Blank
- Minnie Driver - Debi Newberry
- Alan Arkin - Dr Oatman
- Dan Aykroyd - Grocer
- Joan Cusack - Marcella
- Hank Azaria - Steven Lardner
- K. Todd Freeman - Kenneth McCullers
- Jeremy Piven - Paul Spericki
- Mitchell Ryan - Bart Newberry
- Michael Cudlitz - Bob Destepello